# Lista över fornlämningar i Kungsbacka kommun (Frillesås)
Lista över fornlämningar i Kungsbacka kommun (Frillesås) är en förteckning av ett urval av de fornlämningar som finns i Frillesås i Kungsbacka kommun.
| Namn                          | Lämningstyp                 | Tillkomsttid | Historisk indelning | Plats | Läge                 | ID-nr          | Bild                                 |
| ----------------------------- | --------------------------- | ------------ | ------------------- | ----- | -------------------- | -------------- | ------------------------------------ |
| Frillesås 1:1                 | Stensättning                |              | Frillesås, Halland  |       | 57.313837, 12.169314 | 10144500010001 | Ladda upp en bild av detta fornminne |
| Frillesås 2:1                 | Stensättning                |              | Frillesås, Halland  |       | 57.314970, 12.167656 | 10144500020001 | Ladda upp en bild av detta fornminne |
| Frillesås 3:1                 | Stensättning                |              | Frillesås, Halland  |       | 57.316717, 12.156526 | 10144500030001 | Ladda upp en bild av detta fornminne |
| Frillesås 4:1                 | Stensättning                |              | Frillesås, Halland  |       | 57.313976, 12.152034 | 10144500040001 | Ladda upp en bild av detta fornminne |
| Frillesås 5:1                 | Hög                         |              | Frillesås, Halland  |       | 57.312561, 12.163047 | 10144500050001 | Ladda upp en bild av detta fornminne |
| Frillesås 6:1                 | Stensättning                |              | Frillesås, Halland  |       | 57.333272, 12.237853 | 10144500060001 | Ladda upp en bild av detta fornminne |
| Frillesås 7:1                 | Stensättning                |              | Frillesås, Halland  |       | 57.333204, 12.236291 | 10144500070001 | Ladda upp en bild av detta fornminne |
| Frillesås 8:1                 | Stensättning                |              | Frillesås, Halland  |       | 57.334796, 12.244835 | 10144500080001 | Ladda upp en bild av detta fornminne |
| Frillesås 9:1                 | Stensättning                |              | Frillesås, Halland  |       | 57.338285, 12.245433 | 10144500090001 | Ladda upp en bild av detta fornminne |
| Frillesås 10:1                | Stensättning                |              | Frillesås, Halland  |       | 57.315986, 12.180869 | 10144500100001 | Ladda upp en bild av detta fornminne |
| Frillesås 11:1                | Stensättning                |              | Frillesås, Halland  |       | 57.319987, 12.187246 | 10144500110001 | Ladda upp en bild av detta fornminne |
| Frillesås 13:1                | Röse                        |              | Frillesås, Halland  |       | 57.333452, 12.203631 | 10144500130001 | Ladda upp en bild av detta fornminne |
| Frillesås 14:1                | Röse                        |              | Frillesås, Halland  |       | 57.328863, 12.210604 | 10144500140001 | Ladda upp en bild av detta fornminne |
| Frillesås 15:1                | Stensättning                |              | Frillesås, Halland  |       | 57.328342, 12.228356 | 10144500150001 | Ladda upp en bild av detta fornminne |
| Frilles grav (Frillesås 16:1) | Grav markerad av sten/block |              | Frillesås, Halland  |       | 57.327003, 12.226566 | 10144500160001 | Ladda upp en bild av detta fornminne |
| Frilles grav (Frillesås 16:2) | Grav markerad av sten/block |              | Frillesås, Halland  |       | 57.326947, 12.226638 | 10144500160002 | Ladda upp en bild av detta fornminne |
| Frilles grav (Frillesås 16:3) | Hög                         |              | Frillesås, Halland  |       | 57.326810, 12.226284 | 10144500160003 | Ladda upp en bild av detta fornminne |
| Frilles grav (Frillesås 16:4) | Hög                         |              | Frillesås, Halland  |       | 57.326718, 12.226086 | 10144500160004 | Ladda upp en bild av detta fornminne |
| Frillesås 17:1                | Begravningsplats            |              | Frillesås, Halland  |       | 57.332391, 12.246012 | 10144500170001 | Ladda upp en bild av detta fornminne |
| Frillesås 20:1                | Hällristning                |              | Frillesås, Halland  |       | 57.322656, 12.235230 | 10144500200001 | Ladda upp en bild av detta fornminne |
| Frillesås 21:1                | Hällristning                |              | Frillesås, Halland  |       | 57.317435, 12.219949 | 10144500210001 | Ladda upp en bild av detta fornminne |
| Frillesås 22:1                | Stensättning                |              | Frillesås, Halland  |       | 57.328114, 12.250897 | 10144500220001 | Ladda upp en bild av detta fornminne |
| Frillesås 22:2                | Stensättning                |              | Frillesås, Halland  |       | 57.328244, 12.251127 | 10144500220002 | Ladda upp en bild av detta fornminne |
| Frillesås 23:1                | Hällristning                |              | Frillesås, Halland  |       | 57.327558, 12.247233 | 10144500230001 | Ladda upp en bild av detta fornminne |
| Frillesås 24:1                | Stensättning                |              | Frillesås, Halland  |       | 57.330646, 12.268503 | 10144500240001 | Ladda upp en bild av detta fornminne |
| Frillesås 25:1                | Stensättning                |              | Frillesås, Halland  |       | 57.335883, 12.260527 | 10144500250001 | Ladda upp en bild av detta fornminne |
| Frillesås 25:2                | Grav markerad av sten/block |              | Frillesås, Halland  |       | 57.335955, 12.260351 | 10144500250002 | Ladda upp en bild av detta fornminne |
| Frillesås 25:3                | Stensättning                |              | Frillesås, Halland  |       | 57.335700, 12.259844 | 10144500250003 | Ladda upp en bild av detta fornminne |
| Frillesås 25:4                | Stensättning                |              | Frillesås, Halland  |       | 57.335785, 12.259676 | 10144500250004 | Ladda upp en bild av detta fornminne |
| Frillesås 25:5                | Stensättning                |              | Frillesås, Halland  |       | 57.335863, 12.259496 | 10144500250005 | Ladda upp en bild av detta fornminne |
| Frillesås 26:1                | Stensättning                |              | Frillesås, Halland  |       | 57.345325, 12.216009 | 10144500260001 | Ladda upp en bild av detta fornminne |
| Borsås (Frillesås 27:1)       | Fornborg                    |              | Frillesås, Halland  |       | 57.334068, 12.298646 | 10144500270001 | Ladda upp en bild av detta fornminne |
| Frillesås 28:1                | Stensättning                |              | Frillesås, Halland  |       | 57.309822, 12.249584 | 10144500280001 | Ladda upp en bild av detta fornminne |
| Frillesås 51:2                | Hällristning                |              | Frillesås, Halland  |       | 57.322659, 12.196495 | 10144500510002 | Ladda upp en bild av detta fornminne |
| Frillesås 53:1                | Stenkrets                   |              | Frillesås, Halland  |       | 57.354176, 12.244566 | 10144500530001 | Ladda upp en bild av detta fornminne |
| Frillesås 57:1                | Stensättning                |              | Frillesås, Halland  |       | 57.331568, 12.267904 | 10144500570001 | Ladda upp en bild av detta fornminne |
| Frillesås 64:1                | Begravningsplats            |              | Frillesås, Halland  |       | 57.326581, 12.256920 | 10144500640001 | Ladda upp en bild av detta fornminne |
| Frillesås 82:1                | Stensättning                |              | Frillesås, Halland  |       | 57.346357, 12.209643 | 10144500820001 | Ladda upp en bild av detta fornminne |
| Landa 1:1                     | Hög                         |              | Frillesås, Halland  |       | 57.322878, 12.179938 | 10147500010001 | Ladda upp en bild av detta fornminne |